# Người Mỹ gốc Serbia
Người Mỹ gốc Serbia[a] (tiếng Anh: Serbian Americans, tiếng Serbia: српски Американци / srpski Amerikanci) hay còn gọi là Người Mỹ gốc Serb (tiếng Anh: American Serbs, tiếng Serbia: амерички Срби / američki Srbi) là Người Mỹ có nguồn gốc tổ tiên từ người Serb. Tính đến năm 2013, có khoảng 190.000 công dân Mỹ được xác định là có tổ tiên là người Serb. Tuy nhiên, con số có thể cao hơn đáng kể, vì đã có thêm khoảng 290.000 người được xác định là người Nam Tư sống tại Hoa Kỳ.
Nhóm này bao gồm những người Mỹ gốc Serbia sống ở Hoa Kỳ trong một hoặc vài thế hệ, công dân Mỹ gốc Serbia hoặc bất kỳ người Mỹ gốc Serbia nào khác coi mình là người có liên kết với cả hai nền văn hóa hoặc quốc gia.

## Lịch sử
Một trong những người Serb di cư đầu tiên đến Hoa Kỳ là người định cư George Fisher, người đến Philadelphia năm 1815, sau đó chuyển đến México, đã chiến đấu trong Cách mạng Texas và trở thành thẩm phán ở California. Một người Serb đầu tiên quan trọng khác ở Mỹ là Basil Rosevic, người đã thành lập công ty vận tải biển, Trans-Oceanic Ship Lines, vào khoảng năm 1800. Vào đầu thập niên 1800, nhiều thủy thủ và ngư dân người Serb từ Montenegro và Herzegovina đến New Orleans để tìm việc làm. Năm 1841, người Serb thành lập giáo xứ Chính thống giáo Hy Lạp với những người nhập cư Hy Lạp ở New Orleans.
Người Mỹ gốc Serbia đã chiến đấu trong Nội chiến Hoa Kỳ, chủ yếu là phe của Liên minh miền Nam, vì hầu hết những người Serbia sống ở Mỹ đều ở Louisiana và Mississippi. Một số đơn vị quân đội của Liên minh miền Nam được thành lập bởi người Serb ở Louisiana, chẳng hạn như Công ty Cognevich (được đặt theo tên của Stjepan Konjevic, người nhập cư đến Louisiana vào những năm 1830) và Rifles Slavonia - Súng trường Slovania thứ nhất và thứ hai. Ít nhất 400 người Serb đã chiến đấu trong ba đơn vị này trong nội chiến. Một số người Serb được biết đến khác đã chiến đấu trong Nội chiến đến từ Alabama và Florida, đặc biệt là từ Pensacola.
Một số người Mỹ gốc Serbia đã quay trở lại Serbia để chiến đấu trong Chiến tranh Balkan lần thứ nhất. Trong Chiến tranh thế giới thứ nhất, có tới 15.000 người Mỹ gốc Serbia đã quay trở lại Balkan để chiến đấu. Những người Serbia ở Hoa Kỳ không tham chiến đã nâng cao kiến thức, vận động thành lập Nam Tư, gửi viện trợ đến vùng Balkan thông qua Chữ thập đỏ, thành lập Ủy ban cứu trợ người Serbia và kêu gọi những người Mỹ quan trọng để hỗ trợ chính nghĩa Serbia.
Sau Chiến tranh thế giới thứ hai nhiều người Serb di cư đến Hoa Kỳ từ Nam Tư sau khi Josip Broz Tito nắm quyền kiểm soát đất nước. Kể từ đó, nhiều tổ chức của người Mỹ gốc Serbia đã được thành lập tại Hoa Kỳ. Một số kỹ sư người Mỹ gốc Serbia đã làm việc trong Chương trình Apollo.

### Alaska
Người Serb đã sống ở Alaska kể từ khi những người Serb đầu tiên đến Châu Mỹ vào thế kỷ 19. Nhiều người Serb đã tham gia Cơn sốt vàng Klondike vào cuối những năm 1890 để kiếm tiền, giống như họ đã từng làm trong Cơn sốt vàng California.
Những nơi mà hầu hết người Serb định cư ở Alaska là Juneau, Douglas, Fairbanks và Sitka. Nhiều người Serb cũng định cư ở Yukon của Canada trong thời kỳ đào vàng, chẳng hạn như thợ đào vàng huyền thoại Black Mike Vojnić.
Năm 1893, những người thợ mỏ người Serbia ở Alaska đã xây dựng Chính thống giáo Đông Phương tại Juneau cùng với người Chính thống giáo bản địa Tlingit, những người đã được Nga chuyển đổi sang Chính thống giáo trong nhiều thập kỷ trước. Trong Chiến tranh thế giới thứ nhất, nhiều người Mỹ gốc Serbia đã quay trở lại Serbia để chiến đấu, và hàng nghìn người trong số họ đến từ Alaska.
Trong những năm gần đây, việc công nhân Serbia đến Alaska hàng năm để làm việc vài tháng trong các nhà máy đóng hộp, nơi cung cấp thực phẩm và không gian sống cho họ đã trở nên phổ biến. Những người lao động này ở lại Alaska bằng thị thực lao động tạm thời và nói tiếng Anh.

## Dân số

### Nhân khẩu
Tổng cộng có 187.738 công dân Hoa Kỳ tuyên bố là dân tộc Serb vào năm 2010 (trong khi Điều tra Cộng đồng Hoa Kỳ năm 2012 có ước tính là 199.080). Có nhiều khả năng trong số những công dân tuyên bố là dân tộc Nam Tư (328.547 năm 2010; ước tính năm 2012 là 310.682) có thêm người Serbia.
Các trung tâm định cư chính của người Serbia tại Hoa Kỳ bao gồm Chicago, Los Angeles, Thành phố New York, Milwaukee (12,000), Pittsburgh, Phoenix và Jackson, California.
Các tổ chức sắc tộc khác nhau đưa số lượng người Mỹ gốc Serbia lên hơn 350.000 người.

### Dân số sinh ra ở Serbia
Dân số gốc Serbia ở Hoa Kỳ kể từ năm 2010:
| Năm  | Dân số |
| ---- | ------ |
| 2010 | 30.715 |
| 2011 | 30.758 |
| 2012 | 35.765 |
| 2013 | 36.160 |
| 2014 | 33.628 |
| 2015 | 36.969 |
| 2016 | 37.654 |
| 2017 | 38.203 |

## Nhân vật nổi tiếng
| George Fisher    | Nikola Tesla      | Mihajlo Pupin  | Jake Allex Mandusich | Momčilo Đujić  | Karl Malden          | Mitchell Paige      | Bill Ray                 | David Albala    |
| George Voinovich | Peter Bogdanovich | Steve Tesich   | Marina Abramović     | Gregg Popovich | Rod Blagojevich      | Dillon Francis      | Teresa A. H. Djuric      | Sasha Alexander |
| Milla Jovovich   | Stana Katic       | Rhonda Rajsich | Alex Smith           | Milan Panić    | Helen Delich Bentley | Miodrag Radulovački | Bernhard Caesar Einstein | Lance Sijan     |

Những người Mỹ gốc Serbia đáng chú ý trong số những người khác bao gồm những người nhận Huân chương Danh dự như các cựu chiến binh Chiến tranh thế giới thứ nhất như Jake Allex và James I. Mestrovitch. Năm 1905, Rade Grbitch, một người Serb từ Nam Chicago, được Hải quân Hoa Kỳ trao tặng Huân chương Danh dự vì hành động anh dũng trên Bờ biển Thái Bình Dương (Giải thưởng tạm thời, 1901–1911). Các cựu binh Serbia được trang trí đẹp nhất trong Chiến tranh thế giới thứ hai là Mitchell Paige và John W. Minick, cả hai đều nhận Huân chương Danh dự và George Musulin, một sĩ quan của Cơ quan Tình báo chiến lược, được biết đến nhiều hơn với Chiến dịch Halyard. Tại Việt Nam, Lance Sijan, được nhận Huân chương Danh dự. Butch Verich, Mele "Mel" Vojvodich và Milo Radulovich là những cựu binh đáng chú ý khác. George Fisher là một người Serb định cư ở thế kỷ 19, người đã đóng một vai trò quan trọng trong cuộc Cách mạng Texan.

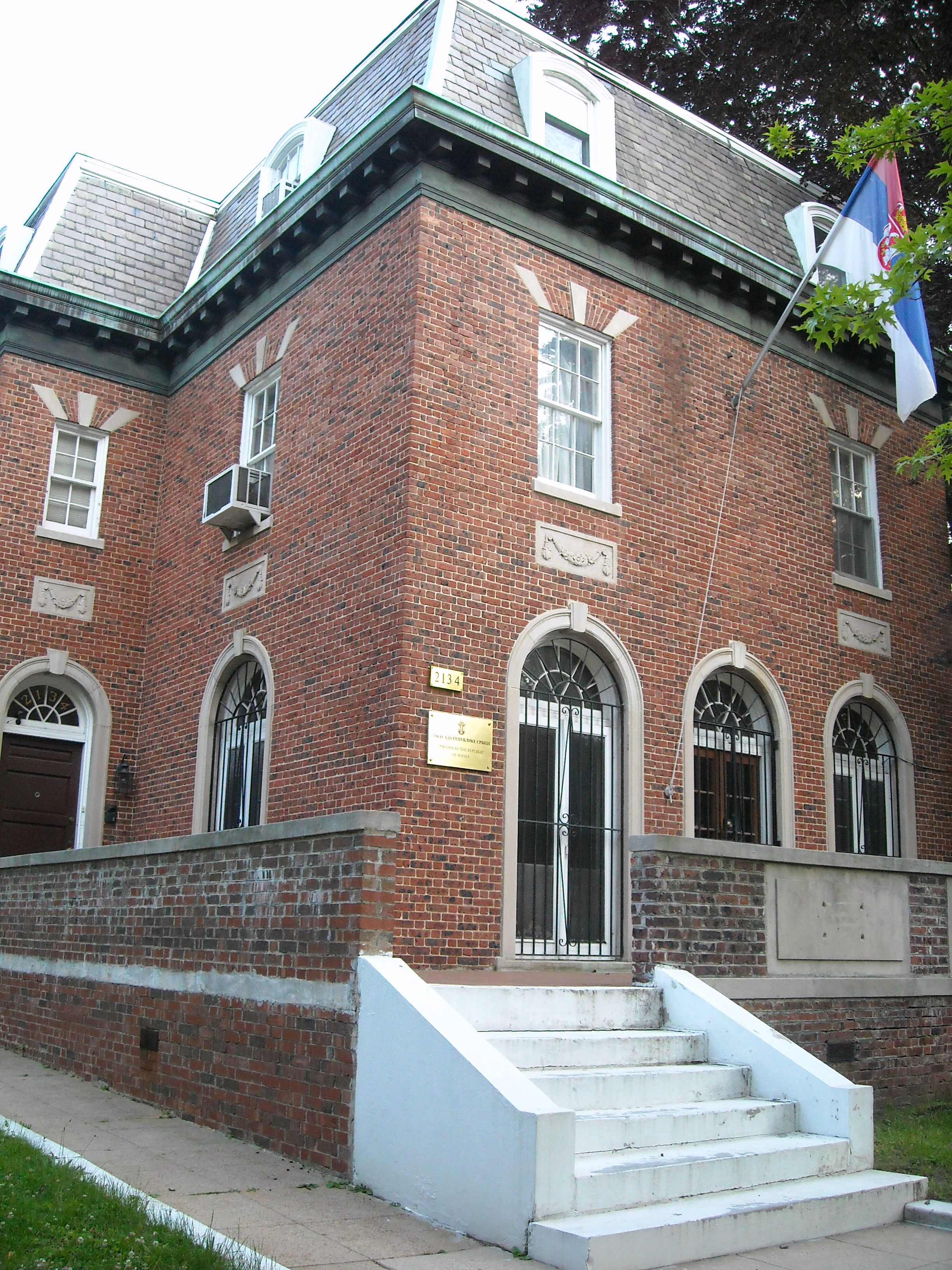
Đại sứ quán Serbia, Washington, D.C.

Rose Ann Vuich là thành viên nữ đầu tiên của thượng viện bang California. Helen Delich Bentley là cựu thành viên Đảng Cộng hòa của Hạ viện Hoa Kỳ từ bang Maryland (1985–1995). Cảng Baltimore được đặt tên là Cảng Helen Delich Bentley Baltimore theo tên của bà vào năm 2006. Mike Stepovich là thống đốc được bổ nhiệm cuối cùng của Lãnh thổ Alaska vào những năm 1950. Nhiều người Mỹ gốc Serbia đáng chú ý đã hoạt động trong các lĩnh vực điện ảnh và nghệ thuật, chẳng hạn như Slavko Vorkapić, Brad Dexter và Peter Bogdanovich. Karl Malden giành giải Oscar với tư cách Nam diễn viên phụ xuất sắc nhất trong khi Steve Tesich là nhà biên kịch, nhà viết kịch và tiểu thuyết gia từng đoạt giải Oscar. Ông đã giành được giải Oscar cho kịch bản gốc xuất sắc nhất vào năm 1979 cho bộ phim Breaking Away. Predrag Bjelac chủ yếu được biết đến với các vai trò của ông trong Harry Potter và Chiếc cốc lửa và Biên niên sử Narnia: Hoàng tử Caspian. Catherine Oxenberg là một nữ diễn viên là con gái của Công chúa Jelisaveta Karađorđević, từ triều đại Karađorđević. Darko Tresnjak là một đạo diễn nhà hát và opera sinh ra ở Zemun, người đã giành được bốn giải Tony năm 2014.

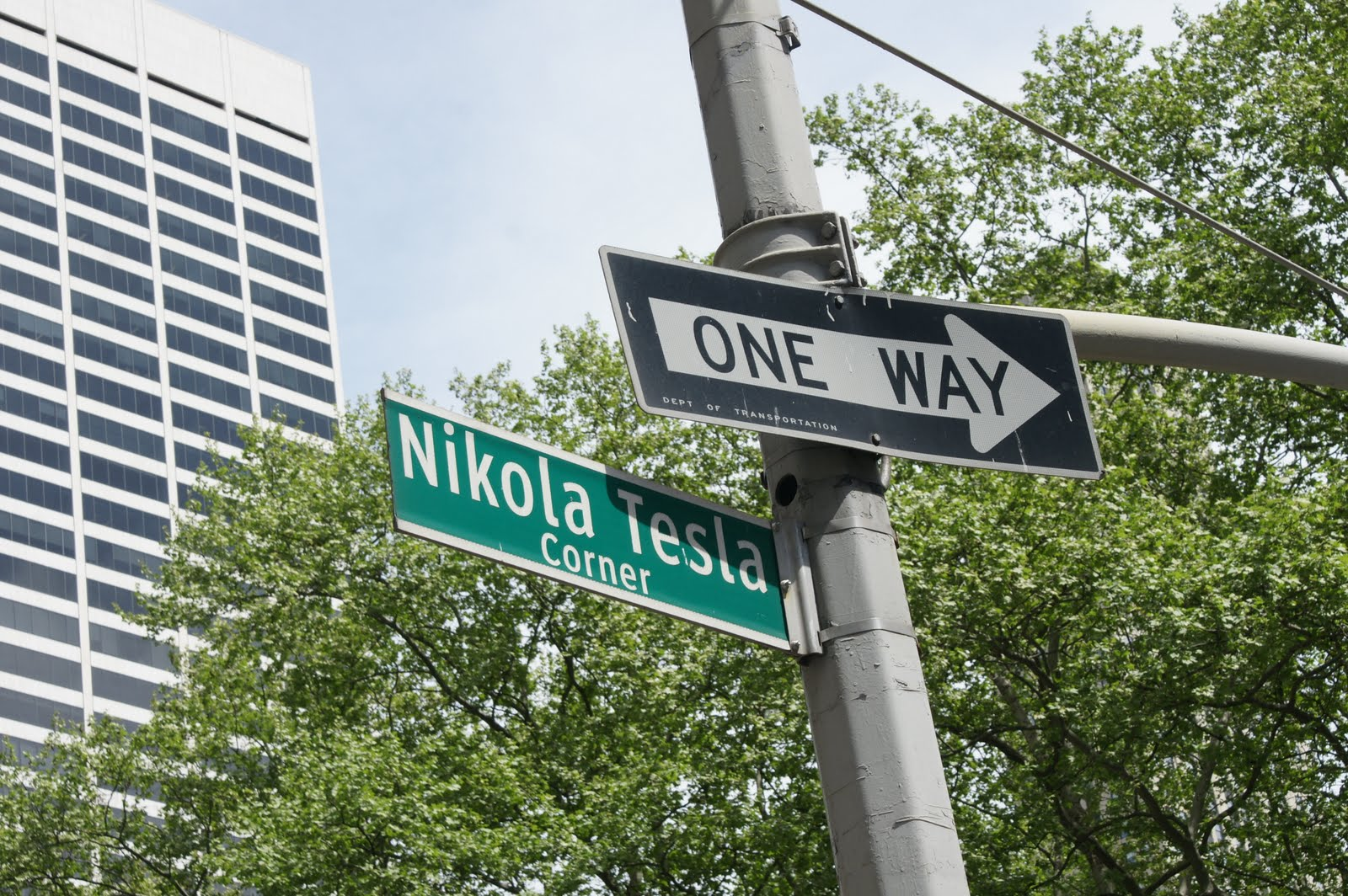
Ngã rẽ Nikola Tesla ở Thành phố New York

Charles Simic và Dejan Stojanovic là những nhà thơ đáng chú ý. Gerald Petievich là nhà văn viết tiểu thuyết tội phạm (đã chuyển thể thành phim) và Walt Bogdanich (1950) là một nhà báo điều tra. Ông đã giành được giải Pulitzer cho Báo cáo chuyên ngành năm 1985, Giải Pulitzer cho Báo cáo Quốc gia năm 2005 và Giải Pulitzer cho Báo cáo Điều tra năm 2008. Bogdanich dẫn đầu nhóm đã giành được Giải Gerald Loeb năm 2008 cho câu chuyện của họ "Đường ống dẫn chất độc". Branko Mikasinovich là một học giả về văn học cũng như một nhà báo và nhà báo chủ nghĩa Slav nổi tiếng. Ông đã xuất hiện với tư cách là thành viên tham luận trên báo chí Nam Tư trên ABC's Press International "Báo chí quốc tế" ở Chicago và International Dateline "Đường dữ liệu quốc tế" của PBS ở New Orleans. Alex N. Dragnich là người nhận được giải Thomas Jefferson vì sự phục vụ xuất sắc cho Đại học Vanderbilt, và ông là tác giả của nhiều cuốn sách về lịch sử Serbia/Nam Tư.
Nikola Tesla và Mihajlo Idvorski Pupin là những nhà khoa học nổi tiếng thế giới. Một nhà khoa học người Mỹ gốc Serbia thành công khác, Miodrag Radulovački, được vinh danh là Nhà phát minh của năm 2010 tại Đại học Illinois để sản xuất một tá liệu pháp tiềm năng cho chứng ngừng thở lúc ngủ. Cầu thủ bóng rổ nổi tiếng, Pete Maravich (1947–1988) được liệt kê trong số 50 cầu thủ vĩ đại nhất trong lịch sử NBA. Sasha Knezev: là một nhà làm phim người Mỹ gốc Serbia nổi tiếng với American Addict - Người nghiện Mỹ, American Addict 2 - Người nghiện Mỹ 2, Fragments of Daniela - Những mảnh vỡ của Daniela và Welcome to San Pedro - Chào mừng đến với San Pedro.
Predrag Radosavljević là một cựu cầu thủ bóng đá người Mỹ gốc Serbia nổi tiếng và nổi tiếng với việc ghi bàn thắng vào lưới Brasil. 1 đội, để giúp Hoa Kỳ đánh bại Brasil lần đầu tiên với chiến thắng 1–0 tại Cúp Vàng CONCACAF 1998.

### Tại Alaska
- Mike Stepovich, thống đốc được bổ nhiệm cuối cùng của lãnh thổ Alaska; cha là người Montenegro gốc Serb
- John Dapcevich, cựu thị trưởng Sitka, Alaska
- Marko Dapcevich, cựu thị trưởng Sitka, Alaska
- Alex Miller, nhà vận động hành lang của chính quyền bang Alaska
- Frank Peratrovich, chính trị gia và doanh nhân, Chủ tịch Hội anh em bản địa Alaska; Cha là người Serbia và mẹ là người Tlingit bản địa
- Bill Ray, politician
- Steve Vukovich, chính trị gia
- John Butrovich Jr., chính trị gia và doanh nhân
- John Hajdukovich, nhà tiên phong và doanh nhân đến từ Big Delta
- Mike Pusich, cựu thị trưởng Douglas, Alaska

## Trong văn hóa đại chúng
- Tesla Nation, phim tài liệu về người Mỹ gốc Serbia
- Brad Dexter đóng vai Thượng nghị sĩ East, người thuyết trình về tiếng Serbia trong bộ phim Shampoo năm 1975.
- Craig Wasson đóng vai một người Mỹ gốc Serbia, "Danilo Prozor", trong bộ phim Four Friends năm 1981. Trong phim, Danilo có những xung đột với cha mình, cuộc đấu tranh với di sản của mình, mối quan hệ kéo dài của anh ta với một người bạn gái và cuộc hôn nhân bị cản trở của anh với một người mới ra mắt ở Long Island.
- Timothy Carhart đóng vai một thám tử người Mỹ gốc Serbia, "Ian Zenovich", trong bộ phim Witness năm 1985. Cái tên Zenovich (ban đầu là Zenović) có nguồn gốc từ Serbia.
- Sam Rockwell đóng vai võ sĩ người Mỹ gốc Serbia, "Pero Mahalovic", trong bộ phim Welcome to Collinwood năm 2002.
- Tom Cruise đóng vai một người Mỹ gốc Serbia, "Stefan Djordjevic", trong phim All the Right Moves.
- Bộ phim Good Night and Good Luck của George Clooney, dựa trên những sự kiện xung quanh việc người Mỹ gốc Serb là Milo Radulovich bị giải cứu trong duộc Khủng hoảng đỏ ở Mỹ.
- Simone Simon đóng vai nhà thiết kế thời trang sinh ra ở Serbia, Irena Dubrovna, trong bộ phim Cat People năm 1942. Bà cũng xuất hiện trong The Curse of the Cat People, phần tiếp theo của Cat People năm 1944.
- Philip Dorn đóng vai Draža Mihailović trong bộ phim Hollywood Chetniks! The Fighting Guerrillas năm 1943.
- Trong trò chơi điện tử Grand Theft Auto IV năm 2008, nhân vật chính Niko Bellic là một người Serbia nhập cư vào Hoa Kỳ. Có một số nhân vật hỗ trợ người Serbia trong trò chơi cũng.
- Diplomatic Siege (1999), phim hành động của Mỹ, có cảnh những kẻ bắt cóc người Serbia yêu cầu thả một tội phạm chiến tranh.
- Killing Season (2013), phim kinh dị hành động của Mỹ, kể về mối thù giữa các cựu binh Mỹ và Serb
- Someone Else's America (Kirin Serbia: Туђа Америка), một bộ phim năm 1995 của Goran Paskaljević mô tả cuộc sống của một người nhập cư bất hợp pháp người Serb và gia đình của anh ta ở Long Island